# 孫立軍 (1964年)
孫立軍（1964年10月—），河北保定望都人，中国动画研究家、教育家、二级教授、博士生导师。毕业于北京电影学院动画专业，1988年起開始从事教师工作。曾任北京電影學院副院長、北京电影学院动画学院院长、北京电影学院中国动画研究院院长、中国动画学会常务理事、中国视协卡通艺术委员会理事、中国东方文化研究会连环漫画分会理事长。享受国务院特殊津贴、中宣部全国宣传文化系统“四个一批”人才、中宣部“万人计划”国家高层次人才特殊支持计划领军人才、教育部戏剧与影视学教学指导委员会副主任、中国电影家协会动画电影工作委员会主任、中国美术家协会理事，中国电影家协会理事、北京高等教育学会常务理事、中国电影金鸡奖评委、中国电影华表奖评委、法国高布兰学院角色动画与动画制作电影艺术评审团成员。出版《动画概论》、《中国动画史》、《现代动画设计》等著作近30部，相关学术论文50余篇。

## 争议
2005年，在中國大陸廣電總局禁止在黃金時段播出日本動漫後，孫立軍在接受日本記者採訪時稱“並不是所有日本動漫都是好的”，并把《蠟筆小新》、《美少女戰士》、《灌籃高手》評為“三流動漫”，在網上引起了極大爭議。孫立軍甚至自稱，真的有人拿板磚等在他家門口。
2011年，孫立軍執導的動畫《兔俠傳奇》被质疑模仿（山寨）電影《功夫熊貓》，孫立軍予以否认。

## 評價
《亞洲新聞週刊》称孫立軍是“堅守國產動漫的‘苦行僧’”。

## 作品

### 執導作品
- 《小螺號》
- 《好鄰居》
- 《三隻小狐狸》（分集導演）
- 《种太阳(MTV)》
- 《越野赛(动画)》
- 《渾元》
- 《西西瓜瓜歷險記》
- 《小兵張嘎(動畫)》
- 《兔俠傳奇》[6]

### 書籍出版
- 《動畫藝術辭典》
- 《現代動畫設計》[6]